# نيكي هاجر
نيكي هاجر (بالإنجليزية: Nicky Hager)‏ هو مؤلف وصحفي نيوزيلندي، ولد في 1958 في Levin, New Zealand ‏ في نيوزيلندا. أنتج سبعة كتب منذ عام 1996، تُغطي موضوعات مثل شبكات الاستخبارات والقضايا البيئية والسياسة. وهو واحد من عضوين نيوزيلنديين في الاتحاد الدولي للمحققين الصحفيين.

## روابط خارجية
- نيكي هاجر على موقع IMDb (الإنجليزية)
- نيكي هاجر على موقع قاعدة بيانات الفيلم (الإنجليزية)